# Мина Устюк
Мина Устюк (2 квітня 1906, Онацьки Кагарлицького району Київської області) — український поет, прозаїк, драматург, перекладач, літературознавець, критик, сценарист, публіцист.

## Біографія
Закінчив Києво-Могилянську академію. Учителював у Києві, Харкові, Одесі, Онацьках.
Перший вірш «Вот умер вождь, народ стоит у гроба» видрукував у Москві в журналі «Октябрь» 1924 року, за що був звинувачений у декадентстві і засуджений на десять років заслання. Покарання відбував на Соловках. Після цього ніде більше не друкувався аж до 1998 року, коли його твори з'явилися в українській періодиці. Довгий час жив анахоретом-схимником у рідному селі Онацьках.
Зважаючи на похилий вік, переїхав до онука у місто Юрмала, що у Латвії.
Нині про Мину Устюка на Батьківщині, на жаль, нічого не відомо. Останній матеріал вже на той час 104-річного літератора опублікований в «Українській літературній газеті» № 7(13) від 2 квітня 2010 року — стаття «Графоманія: реверсування до істини»

## Творчість
Вже у Латвії 1999 року видав свою першу поетичну книжку «Ностальгія». Має великий творчий доробок поезії, прози, драматичних творів, сценаріїв і перекладів із різних мов світу.
Особливу увагу читачів та літераторів привернула велика критична стаття «Медитації та асоціації» в газеті «Українське слово» за 2000 рік.